# Ibtissam Jraïdi
Ibtissam Jraïdi (Casablanca, 9 de diciembre de 1992) es una futbolista profesional marroquí que juega como delantera en el Al-Ahli de la Saudi Women's Premier League, del que es capitana, y en la selección nacional femenina de Marruecos. Fue la primera jugadora marroquí y árabe que marcó un gol en la Copa Mundial Femenina de Fútbol.

## Trayectoria

### Primeros años
Jraïdi empezó a jugar al fútbol a los 7 años en equipos de barrio. Después jugó en el torneo de su colegio. Recibió el apoyo de su familia para jugar al fútbol.

### Profesional
Jraïdi jugó en el Nassim Sidi Moumen antes de fichar por el AS FAR en 2012.Con el AS FAR, ganó nueve veces el Moroccan Championship y ocho veces la Throne Cup. Fue la máxima goleadora de la liga en cuatro ocasiones: 2017-18, 2019-20, 2020-21 y 2021-22. En 2022, ganó la CAF Champions League con el AS FAR tras quedar tercera en 2021. Fue la máxima goleadora del torneo, con seis goles, incluido un hat-trick en la final.
En 2023, Jraïdi fichó por el Al-Ahli con un contrato de dos años para la temporada de debut en la Saudi Women's Premier League. Acabó segunda en la clasificación de la Bota de Oro, a pesar de llegar a mitad de la temporada 2022-23.
El 14 de noviembre de 2023, Jraïdi fue nominada a Jugadora Africana del Año 2023 por la CAF.

## Selección nacional
Jraïdi fue internacional absoluta con Marruecos durante la clasificación para la Copa Africana de Naciones Femenina 2018 (primera ronda). Jugó con Marruecos durante su actuación como subcampeona de la Copa Africana de Naciones Femenina 2022. El 30 de julio de 2023, marcó el primer gol de Marruecos en la Copa Mundial Femenina de la FIFA en la victoria por 1-0 ante la Corea del Sur, también la primera victoria del país en la competición.

### Campeonatos con selección
| Título                                                | Resultado |
| ----------------------------------------------------- | --------- |
| Torneo femenino UNAF 2020                             | Campeona  |
| Torneo Internacional de Fútbol Femenino de Malta 2022 | Campeona  |

## Estadísticas

### Clubes
Actualizado al último partido disputado el 25 de enero de 2025.
| Club                   | Div.          | Temporada     | Liga  | Liga  | Liga   | Copas | Copas | Copas  | Internacional | Internacional | Internacional | Total | Total | Total  | Media goleadora |
| Club                   | Div.          | Temporada     | Part. | Goles | Asist. | Part. | Goles | Asist. | Part.         | Goles         | Asist.        | Part. | Goles | Asist. | Media goleadora |
| ---------------------- | ------------- | ------------- | ----- | ----- | ------ | ----- | ----- | ------ | ------------- | ------------- | ------------- | ----- | ----- | ------ | --------------- |
| Al-Ahli Arabia Saudita | 1.ª           | 2022-23       | 7     | 17    | -      | -     | -     | -      | -             | -             | -             | 7     | 17    | -      | 2.43            |
| Al-Ahli Arabia Saudita | 1.ª           | 2023-24       | 13    | 17    | 3      | 4     | 14    | 0      | -             | -             | -             | 17    | 31    | 3      | 1.82            |
| Al-Ahli Arabia Saudita | 1.ª           | 2024-25       | 12    | 16    | 7      | 2     | 7     | 4      | -             | -             | -             | 14    | 23    | 11     | 1.64            |
| Al-Ahli Arabia Saudita | Total club    | Total club    | 32    | 50    | 10     | 6     | 21    | 4      | 0             | 0             | 0             | 38    | 71    | 14     | 1.87            |
| Total carrera          | Total carrera | Total carrera | 32    | 50    | 10     | 6     | 21    | 4      | 0             | 0             | 0             | 38    | 71    | 14     | 1.87            |
|                        |               |               |       |       |        |       |       |        |               |               |               |       |       |        |                 |

## Palmarés

### Campeonatos nacionales
| Título             | Equipo  | Año  |
| ------------------ | ------- | ---- |
| Campeonato de Liga | AS FAR  | 2013 |
| Copa               | AS FAR  | 2013 |
| Campeonato de Liga | AS FAR  | 2014 |
| Copa               | AS FAR  | 2014 |
| Copa               | AS FAR  | 2015 |
| Campeonato de Liga | AS FAR  | 2016 |
| Copa               | AS FAR  | 2016 |
| Campeonato de Liga | AS FAR  | 2017 |
| Copa               | AS FAR  | 2017 |
| Campeonato de Liga | AS FAR  | 2018 |
| Copa               | AS FAR  | 2018 |
| Campeonato de Liga | AS FAR  | 2019 |
| Copa               | AS FAR  | 2019 |
| Campeonato de Liga | AS FAR  | 2020 |
| Copa               | AS FAR  | 2020 |
| Campeonato de Liga | AS FAR  | 2021 |
| Campeonato de Liga | AS FAR  | 2022 |
| Copa               | Al-Ahli | 2024 |
| Copa               | Al-Ahli | 2025 |

### Campeonatos internacionales
| Título                 | Equipo | Año  |
| ---------------------- | ------ | ---- |
| Liga de Campeones UNAF | AS FAR | 2021 |
| Liga de Campeones CAF  | AS FAR | 2022 |

### Distinciones individuales
| Distinción                                                | Años                         |
| --------------------------------------------------------- | ---------------------------- |
| Mejor jugadora de la Moroccan Women's Championship        | 2016                         |
| Máxima goleadora de la Moroccan Women's Championship      | 2017, 2018, 2020, 2021, 2022 |
| Máxima goleadora de la Liga de Campeones CAF              | 2022                         |
| Equipo del Torneo de la Liga de Campeones CAF             | 2022                         |
| Equipo femenino del año de la CAF                         | 2022                         |
| Máxima goleadora de la SAFF Women's Cup                   | 2024                         |
| Máxima goleadora de la Saudi Women's Premier League       | 2024                         |
| Equipo de la temporada de la Saudi Women's Premier League | 2024                         |
| Mejor jugadora marroquí del año en el extranjero          | 2024                         |
| Máxima goleadora de la SAFF Women's Cup                   | 2025                         |